# Gare du Club olympique (Calvi)
La gare du Club olympique est une halte ferroviaire française de la ligne de Ponte-Leccia à Calvi (voie unique à écartement métrique), située sur le territoire de la commune de Calvi, dans le département de Haute-Corse et la Collectivité territoriale de Corse (CTC).
C'est un quai de gare des chemins de fer de la Corse (CFC) desservi par des trains périurbains. Le bâtiment de la gare est aujourd'hui désaffecté. L'arrêt est facultatif (AF) ; il faut signaler sa présence au conducteur pour qu'il y ait un arrêt du train.

## Situation ferroviaire
Établie à 4 mètres d'altitude, la gare du Club olympique est située au point kilométrique (PK) 117,600 de la ligne de Ponte-Leccia à Calvi (voie unique à écartement métrique), entre les gares du Tennis-Club et de Dolce Vita GR 20.

Elle dispose d'un quai court. Un passage à niveau avec demi- barrières est situé à proximité immédiate.

## Dessertes et correspondances
La gare est desservie par un service régulier cadencé aller-retour entre L'Île-Rousse et Calvi.

## Histoire
Le centre de vacances du Club olympique (aujourd'hui CO Soleil), situé à proximité, a donné son nom à la gare.